# Кетрін Камерон
Кетрін Камерон (шотланд. Catherine Cameron; нар. 26 лютого 1874, Глазго — пом. 1965, Единбург) — шотландська художниця, ілюстратор книг і офортер, працювала з аквареллю, олійними фарбами і гуашшю.

## Біографія
Кетрін Камерон народилася в 26 лютого 1874 року в Глазго. Донька — преподобного Роберта Кемерона. Сестра — художника Девіда Йонґа Кемерона. Навчалася в Школі мистецтв Глазго з 1890 по 1893 рік. Потім вчилася в Академії Колароссі в Парижі у Гюстава Куртуа. У 1928 році вийшла заміж за Артура Кея, чий інтерес до якобітських і шотландських артефактів зіграв свою роль у формуванні колекції Шотландської асоціації сучасного мистецтва.
У 1892 році — обрана в Товариство леді-художниць Глазго, а в 1897 році — в Королівське шотландське товариство художників-акварелістів. Виставлялася в Королівській шотландській академії з 1894 по 1965 рік. Камерон зіграла роль королеви Медб в секції «Кельтські скачки» параду масок на Шотландській національній виставці, що проходила в парку Соутон, Единбург, в 1908 році.
Працювала в стилі «Глазго», в якому поєднувалися — модерн, кельтське відродження, рух мистецтв і ремесел і естетика японізму. Її картини, з їх «сміливими контурами і яскравими квітами», підходили для формату книжкової ілюстрації, і в 1904 році вона уклала контракт з лондонськими видавцями на поставку ілюстрацій для книг казок. Її інтерес до вишивки, тканин і костюмів відбивається в її ілюстраціях, як і вплив Вістлера у використанні символізму.
Проілюструвала серію з трьох книг казок для видавництва — «The Jacks» («In Fairyland», «The Enchanted Land» і «Celtic Tales»), за які отримала позитивні відгуки від своїх художніх сучасників. Її четверта книга «The Jacks, Legends and Stories of Italy for Children», опублікована в 1909 році, входила до видавничої серії — «Told to the Children», ілюстрації для якої також зробили шотландські художниці — Фібі Анна Тракер і Олів Аллен Біллер. З 1907 року Камерон також проілюструвала кілька подарункових книг для серії «Envelope Book». Її остання книга для «The Jacks» була опублікована в 1916 році під назвою «Квіти, які я люблю». Ця назва, що демонструють незвичайні і екзотичні рослини, ознаменувало перехід її художніх інтересів до її «справжньої любові» - малювання квітів. Її останнім книжковим дизайном була обкладинка книги «Скарби в мистецтві» 1939 року.
Її акварель «Тихіше! Нагадування не Еросу про його крила» було включено до книги «Жінки-художниці світу» 1905 року.

## Дв. також
- Орієнталізм